# 李永敷
李永敷（1455年—？），字貽教，號鶴山，湖廣郴州永興縣人，民籍，明朝政治人物。

## 生平
湖廣鄉試第四十一名舉人，弘治九年（1496年）中式丙辰科會試第六十名，二甲第一名進士（傳臚）。十三年（1500年）授兵部武選司主事。正德年間，因反對劉瑾篡權，被罷官歸鄉。創建石屏書院，擔任教員，著《鶴山集》、《石屏文稿》。正德十二年（1517年），主修《永興縣志》。
與王陽明、李東陽、何孟春、李夢陽、楊一清等交往甚深。

## 家族
曾祖李崇德；祖父李思寬；父李秀實，天順六年舉人、知縣、封兵部主事。前母劉氏；張氏。具慶下。妻陳氏。兄李永富、李永資、李永莊、李永昌、李永奈（貢士），弟李永蕃（貢士）、李永春（陰陽訓術）、李永□。